# AlliiertenMuseum
AlliiertenMuseum är ett museum i Berlin (stadsdelen Dahlem). Museet dokumenterar Västmakternas engagemang i Tyskland och Berlin (Västberlin) mellan 1945 och 1994. De allierade, västmakterna, var USA, Storbritannien och Frankrike. Museet visar den politiska och militära historien under det kalla kriget. 
Utställningarna visar bland annat livet för soldaterna och deras familjer i respektive zoner och Berlinblockaden 1948–1949. Museet är delvis inrymt i en tidigare aula för den amerikanska armén och dess Berlin Brigade. 

## Kommunikationer
Till AlliiertenMuseum tar man sig enklast med tunnelbanan (U-Bahn) linje U3 mot Krumme Lanke till stationen Oskar-Helene-Heim. Därifrån ansluter Clayallee där skyltar visar den cirka 1500 meter långa vägen till museet.
| Linje | Station           |
| U3    | Oskar-Helene-Heim |